# معاهدة أوتوا
معاهدة أوتوا أو معاهدة حظر الألغام وبحسب اسمها الرسمي اتفاقية حظر استعمال أو تخزين أو إنتاج أو نقل الألغام المضادة للأشخاص  هي اتفاقية تسعى لحظر الألغام المضادة للأشخاص (أي التي تستهدف الناس) في جميع أنحاء العالم.
بحلول مارس 2025، صدقت 165 دولة على المعاهدة أو انضمت إليها. القوى الكبرى، التي هي أيضًا مصنّعة سابقة وحالية للألغام الأرضية، ليست أطرافًا في المعاهدة. وتشمل هذه القوى الولايات المتحدة والصين وروسيا. ومن بين الدول الأخرى غير الموقعة على المعاهدة الهند وباكستان.
في عام 2025، بدأت بولندا وليتوانيا ولاتفيا وإستونيا وفنلندا رسميًا إجراءات الانسحاب من معاهدة أوتاوا. في ظل استخدام الألغام من قبل روسيا المتحاربة غير الموقعة على المعاهدة خلال الحرب الروسية الأوكرانية، لم تلتزم أوكرانيا بالمعاهدة وأعلنت في عام 2025 عن نيتها الانسحاب، على الرغم من أن المعاهدة تنص على أنها يجب أن تظل سارية المفعول حتى نهاية النزاع.